# Derek Bermel
Derek Bermel (Nueva York, 1967) es un compositor, clarinetista y director estadounidense. Su música combina distintas facetas del funk y el jazz. Ha recibido distinciones como la Beca Guggenheim y el Premio de Roma de la Academia Americana en Roma a los artistas que llevan más tiempo residiendo en Roma.

## Biografía
Bermel se graduó en la Universidad de Yale y posteriormente estudió en la Universidad de Michigan, junto con Ann Arbor, William Bolcom y William Albright. También estudió con Louis Andriessen en Ámsterdam y Henri Dutilleux en Tanglewood. Después, mostró su interés por una gran variedad de culturas en la música, haciendo que viajara a Jerusalén a estudiar etnomusicología con André Hajdu, a Bulgaria a investigar sobre el estilo Thracian folk con Nikola Lliev, también a Brasil para aprender caxixi con Julio Góes y a Ghana a estudiar xilófono lobi con Ngmen Baaru.
Los trabajos de Bermel incluyen piezas con variedad de presentaciones. Por ejemplo, canciones solo vocales, piezas para grandes y pequeños ensambles y catorce trabajos para orquesta. A pesar de que lo que escribe para sus ensambles es mayoritariamente música clásica, su trabajo se ha visto influenciado por sus viajes y aprendizaje de la cultura occidental y de la música popular. Su trabajo para orquesta A shout, a whisper, and a trace es un ejemplo de esta mezcla de géneros, ya que se basa en sus conocimientos sobre el estilo Thracian folk y sobre su estudio en la etnomusicología además de la música clásica, específicamente influenciado por el compositor Béla Bartók. Por otra parte, la pieza se involucra directamente con la experiencia de vivir en una cultura desconocida, basándose en cartas que Bartók escribió en Nueva York durante los últimos cinco años de su vida. Bermel llegó a ser el centro de atención a través de piezas como Natural Selection, una serie de retratos de animales para saxofón barítono, ensamble y voces, un concierto para clarinete y orquesta, que escribió para él mismo. La pieza fue interpretada por primera vez por la American Composers Orchestra bajo la batuta del compositor/director Tan Dun, y desde entonces ha sido presentada por otros ensambles y directores, incluyendo la Orquesta Filarmónica de Los Ángeles, con la dirección John Adams. Otro de sus trabajos importantes es Migration Series, una pieza de jazz para orquesta y banda, que se basa en las impresiones de 60 pinturas de Jacob Lawrence con el mismo nombre, que representa el movimiento de masas de los afroamericanos desde el sur hacia el norte a principios del siglo XX, Por su parte Soul Garden es un solo de viola acompañado de un quinteto de cuerda que usa cuartos de tono y slides para imitar los efectos vocales de un cantante de góspel. Esta obra, en particular, refleja según Richard Scheinen, escritor de jazz para The Mercury News, la atención de Bermel hacia "la voz humana o, de forma más general, el lenguaje y las ansias de comunicar". Esta preocupación artística es igual de evidente en piezas más ligeras como Language Instruction, una obra alegre para clarinete, viola, violonchelo y piano, en la cual el clarinete cumple un papel de voz y los otros tres instrumentos como acompañantes.
Bermel es también un clarinetista consumado y juega tanto con el repertorio clásico como con el rock y el funk, siendo componente de grupos como TONK. Él también canta y toca los teclados y el caxixi en la banda de rock Peace by Piece. Ha estrenado e interpretado numerosas piezas con grandes orquestas, incluyendo su propio concierto Voices, así como Gnarly Buttons, de John Adams, con el compositor en el podio.
Además de su trabajo como compositor y ejecutante, Bermel es actualmente maestro. Fundó y ejerció como director del taller Making Score, de la Sinfonía Juvenil de Nueva York, para aquellos interesados en la composición. El taller se realiza dos veces al mes en la American Society of Composers, Authors, and Publishers ('Sociedad Americana de Compositores, Autores y Editores') para estudiar composición y orquestación. Se ha invitado a artistas como Meredith Monk, Steve Reich y John Corigliano. Más recientemente, ha sido mentor de dos compositores jóvenes en el Carnagie Hall de Nueva York a través del Weill Music Institute. Bermel también está a cargo de talleres en universidades y festivales de música como en las universidades de Míchigan, Chicago, Yale, Bowdin, Tanglewood y Aspen, y en el Instituto Peabody.
La música de Bermel es publicada por Peermusic Classical en Estados Unidos y es distribuida a Europa, Australia y Nueva Zelanda por Faber Music.
Bermel comenzó una residencia artística de tres años con la Orquesta de compositores estadounidenses en el otoño del 2006, y actualmente forma parte del consejo de esta misma. En el 2009, Bermel comenzó su mandato de tres años como compositor en residencia de la Orquesta de Cámara de Los Ángeles, así como su lugar como artista en residencia en el Instituto de Estudios Avanzados en Princeton (Nueva Jersey), donde actualmente vive y trabaja.

## Música

### Trabajos de cámara
Ensamble grande de cámara:
- Canzonas Americanas (2010)
- Swing Song (2009)
- In Tangle (2005)
- Three Rivers (2001)
- Continental Divide (1996)
- Hot Zone (1995)

Ensamble pequeño de cámara:
- Passing Through (2007): cuarteto de cuerdas
- Twin Trio (2005): flauta, clarinete y piano
- Tied Shifts (2004): flauta, clarinete, violín, violonchelo, piano y percusión
- Language Instruction (2003): clarinete, violín, violonchelo y piano
- Catcalls (2003): quinteto de metales
- Soul Garden (2000): viola + 2 violines, viola y 2 violonchelos
- Coming Together (1999): clarinete y violonchelo
- God's Trombones (1998): 3 trombones y percusión
- Oct Up (1995): cuarteto de cuerdas dobles
- Wanderings (1994): flauta, oboe, clarinete, corno y fagot
- SchiZm (1994): clarinete/oboe y piano
- String Quartet (1992): cuarteto de cuerdas
- Mulatash Stomp (1991): violín, clarinete y piano
- Sonata Humana (1991): clarinete y piano

### Trabajos en orquesta
- A Shout, A Whisper, and a Trace (2009)
- Elixir (2006)
- Migration Series (2006)
- Slides (2003)
- Tag Rag (2003)
- The Ends (2002)
- Thracian Echoes (2002)
- Dust Dances (1994)

Con solo de instrumento o voz:
- Mar de Setembro (2011): mezzosoprano y orquesta de cámara
- Ritornello (2011): concierto de guitarra eléctrica
- The Good Life (2008): soprano, barítono, coro y orquesta
- Turning Variations (2006): concierto de piano
- The Sting (2001-2): (narr, orch)
- Voices (1997): concierto de clarinete

### Banda sinfónica
- Ides March (2005)

### Trabajos corales
- A Child's War (2005)
- Kpanlongo (1993)
- Pete Pete (1993)

### Canciones
Solo de voz:
- Nature Calls (1999): voz media y piano
- Cabaret Songs (1998): soprano y piano
- See How She Moves (1997): solo voz media
- Three Songs on Poems by Wendy S. Walters (1993): voz media y piano

Con ensamble:
- Cabaret Songs (2007): soprano, clarinete, percusión, contrabajo, dobro y guitarra
- Natural Selection (2000): voz baja y ensamble
- At the End of the World (2000): voz alta y orquesta
- Old Songs for a New Man (1997): solista barítono y trompeta, trombón, piano, percusión, violín y contrabajo

### Como solista
- Fetch (2004): piano
- Funk Studies (2004): piano
- Kontraphunktus (2004): piano
- Thracian Sketches (2003): clarinete
- Meditation (1997): piano
- Turning (1995): piano
- Two Songs from Nandom (1993): órgano
- Theme and Absurdities (1993): clarinete
- Dodecaphunk (1992): piano
- Three Funk Studies (1991): piano